# 勇哥 (陳水扁寵物)
勇哥（ 2001年7月－2014年）是中華民國第10、11任總統陳水扁飼養的雄性犬隻，品種為純種台灣犬。

## 生平
陳水扁家中原本飼養了一隻西班牙獵犬，但不幸在2001年過世，令其女陳幸妤非常傷心。在游錫堃推薦下，2001年9月初宜蘭縣員山鄉漁業養殖者黃玉明送了一隻2個月大的台灣犬幼犬給陳水扁，取名勇哥。勇哥的父親名叫「黑龍」、母親名叫「珠珠」。游錫堃養的「胖胖」跟勇哥是同父異母兄弟，民主進步黨籍立委杜文卿、行政院顧問陳水塗養的狗也都是勇哥的親戚。
勇哥入住總統官邸後，經常在媒體曝光。牠是《阿扁總統電子報》四格漫畫專欄「勇哥物語」裡的三位主角之一，另兩位是第一夫人吳淑珍愛犬「哈尼」與陳水扁本人。
2008年陳水扁卸任總統，勇哥被他託給麻豆老家附近的友人飼養。勇哥於2014年過世。
2018年1月，陳水扁在LINE群組推出「新勇哥物語」，以與勇哥對話的名義諷諭台灣時政。2018年5月4日，陳水扁親自在凱達格蘭基金會募款餐會上義賣勇哥雕像，最終以120萬新台幣賣出。